# ウォルター・サレス
ウォルター・サレス（Walter Salles、1956年4月12日 - ）は、ブラジル・リオデジャネイロ出身の映画監督、脚本家、映画プロデューサーである。ヴァルテル・サレスとも（#表記）。

## 表記
日本においては、『セントラル・ステーション』（1998年）では、ポルトガル語読みに近いヴァルテル・サレス名義であった。1991年日本公開の『殺しのアーティスト』では英語読みのカタカナ表記ウォルター・セールス・ジュニアと表記されている。ウォルター・サレス・Jr.とも。
駐日ブラジル大使館の公式ウェブサイトでは、ブラジルポルトガル語読みのカタカナ表記ヴァウテル・サレス・ジュニオルと紹介されている。

## 経歴
1991年の『殺しのアーティスト』で監督デビューを果たす。
1995年のダニエラ・トーマスとの共同監督による劇映画『Foreign Land』はブラジル映画のルネッサンスにおいて重要な作品とされ、7つの国際的な映画賞を受賞。30ヶ国を超える世界各国で上映された。
1998年、『セントラル・ステーション』が第48回ベルリン国際映画祭で最高賞に当たる金熊賞を受賞。第71回アカデミー賞では外国語映画賞にもノミネートされ、主演を務めたフェルナンダ・モンテネグロもアカデミー主演女優賞にノミネートされた。
2001年の『ビハインド・ザ・サン』は、アルバニアの文学者イスマイル・カダレの『砕かれた四月』を原案としている。
2002年のフェルナンド・メイレレス監督作『シティ・オブ・ゴッド』では製作総指揮を務めた。
2004年の『モーターサイクル・ダイアリーズ』では、自身としては初となる自国語以外での監督作品（本作ではスペイン語）となり、主題歌はアカデミー歌曲賞を受賞した。
2005年の『ダーク・ウォーター』では、中田秀夫監督作の日本映画『仄暗い水の底から』をリメイクし、自身としては初となるハリウッド映画となった。
2012年の『オン・ザ・ロード』では、製作総指揮を務めたフランシス・フォード・コッポラからの指名を受けて監督を務めた。その後、12年の沈黙を経た後に『アイム・スティル・ヒア』（2024年）を発表。主演を務めたフェルナンダ・トーレス（フェルナンダ・モンテネグロの娘）が第82回ゴールデングローブ賞で主演女優賞を受賞し、第97回アカデミー賞でもブラジル映画としては史上初となる作品賞を含む3部門にノミネートされ、こちらもブラジル映画として史上初となる国際長編映画賞を受賞した。

## 監督作品
- 殺しのアーティスト High Art（1991）
- Terra Estrangeira（1996）
- セントラル・ステーション Central do Brasil（1998）
- リオ、ミレニアム O Primeiro Dia（1998）
- ビハインド・ザ・サン Abril Despedacado（2001）
- モーターサイクル・ダイアリーズ Diarios de motocicleta（2004）
- ダーク・ウォーター Dark Water（2005）
- パリ、ジュテーム Paris, je t'aime（オムニバス、2006）
- リーニャ・ヂ・パッシ Linha de Passe（2008）
- オン・ザ・ロード On the Road（2012）
- ジャ・ジャンクー、フェンヤンの子 A Guy from Fenyang: Jia Zhangke（ドキュメンタリー、2014）
- アイム・スティル・ヒア I'm Still Here（2024）

## 註
1. ↑  例 : セントラル・ステーション、CINEMA TOPICS ONLINE、2010年10月15日閲覧。
2. ↑  例 : 殺しのアーティスト、キネマ旬報映画データベース、2010年10月15日閲覧。
3. ↑  ウォルター・サレス、allcinema、2010年10月15日閲覧。
4. ↑  監督紹介 ヴァウテル・サレス・ジュニオル、駐日ブラジル大使館、2010年10月15日閲覧。